# Trudel Glacier
Trudel Glacier är en glaciär i Kanada.   Den ligger i provinsen British Columbia, i den sydvästra delen av landet, 3 700 km väster om huvudstaden Ottawa. Trudel Glacier ligger 1 315 meter över havet.
Terrängen runt Trudel Glacier är bergig åt sydväst, men åt nordost är den kuperad. Trakten runt Trudel Glacier är nära nog obefolkad, med mindre än två invånare per kvadratkilometer.. Det finns inga samhällen i närheten. 
Trakten runt Trudel Glacier är permanent täckt av is och snö.